# Bursinel
Bursinel es una comuna suiza del cantón de Vaud, situada en el distrito de Nyon a orillas del lago Lemán. Limita al norte con la comuna de Gilly, al noreste con Rolle, al sures con Yvoire (FR-25), al suroeste con Dully, y al oeste con Bursins.
La comuna hizo parte hasta el 31 de diciembre de 2007 del distrito de Rolle, círculo de Gilly.